# Iwan Zontschew

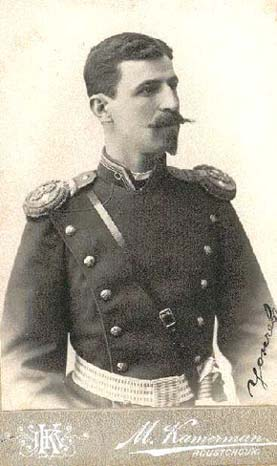
Iwan Zontschew als Offizier der bulgarischen Armee

Iwan Stefanow Zontschew (bulgarisch Иван Стефанов Цончев; * 10. September 1858 in Drjanowo, damals Osmanisches Reich; † 16. Dezember 1910 in Sofia, Bulgarien) war ein bulgarischer Militär und Freiheitskämpfer, Wojwode und Vorsitzender des Obersten Makedonien-Adrianopel Komitee (bulg. Върховен македоно-одрински комитет/Warchowen makedono-odrinski komitet), Organisator und Anführer des Gorna-Dschumaja-Aufstandes von 1902 und Teilnehmer am Ilinden-Preobraschenie-Aufstand 1903.

## Leben
Iwan Zontschew wurde im Balkanstädtchen Drjanowo 1858 geboren. Im Russisch-Türkischen Krieg von 1877 bis 1878 zog er als Freiwilliger mit dem bulgarischen Freiwilligenkorps in den Krieg. Nach der Befreiung Bulgariens 1878 von der osmanisch-türkischen Herrschaft absolvierte er 1879 die neu eingerichtete Militärakademie in Sofia. Er trat der bulgarischen Armee bei und leistete seinen Dienst zuerst in Lom und später in Orchanie (heute Botewgrad) ab. 1883 ging er zur weiteren militärischen Ausbildung nach Russland. Nach seiner Rückkehr nach Bulgarien wurde er im August 1885 zum Hauptmann befördert und Chef der zweiten Kompanie des „7. Preslawer Infanterie-Regiments“. Mit ihm nahm er am Serbisch-Bulgarischen Krieg 1886 und an der kriegsentscheidenden Schlacht bei Sliwniza teil, bei der verletzt wurde. Für seinen Einsatz erhielt er später die Tapferkeitsmedaille.
1889 wurde er Kommandeur des „7. Preslawer Infanterie Regiments“, 1890 Kommandeur des „6. Tarnowo Infanterie-Regiments“ sowie 1899 der zweiten Brigade der „6. Bdin-Division“. Nach der Absetzung von Fürst Alexander I. durch einen von Russland organisierten Putsch 1886 unterstützte Zontschew den Gegenputsch und die anschließende Regierung von Stefan Stambolow. Er nahm auch an den Unterdrückung der pro-russischen Proteste teil, die Anfang 1887 in Bulgarien ausbrachen und gegen die pro-westliche Regierung Stambolows gerichtet waren.
Anfang 1901 wurde Zontschew zum Generalmajor ernannt. Im selben Jahr beendete er seine aktive militärische Laufbahn und wurde in die Reserve versetzt.
Schon im Februar 1901 nahm er an einer Sitzung des Obersten Makedonien-Adrianopoler Komitees (OMAK) teil, auf der beschlossen wurde im März eine Generalversammlung abzuhalten. Bei der anschließenden Generalversammlung wurde Zontschew zum Ersten Stellvertreter des Vorsitzenden Stojan Michajlowski ernennt. Der Schriftsteller Michajlowski hatte jedoch keine militärische Ausbildung und Erfahrung, um den bewaffneten Kampf durch die Komitadschi und deren Tschetas (bewegliche Guerillaeinheiten) gegen die osmanischen-türkischen und griechischen Kräfte in Makedonien effektiv zu organisieren und zu führen. Sein Stellvertreter General Zontschew besaß diese Führungsqualitäten und übernahm schnell die Führung der Organisation, obwohl Michajlowski formell deren Vorsitzender blieb.
Die OMAK konkurrierte in ihren Handlungen und Aktionen mit der BMARK (Bulgarische Makedonien-Adrianopeler Revolutionäre Komitees), was oft zu schweren Schlägereien und Schießereien zwischen ihren Mitgliedern in Bulgarien, speziell in Sofia und in Makedonien führte. Da General Zontschew über ein hohes Ansehen und Kontakte zum Königshaus verfügte, werten einiger Forscher die Gründung der OMAK und die Übernahme der Führung durch den Kreis um Zontschew, als einen Versuch des bulgarischen Staates, die unterschiedlichen bewaffneten Gruppen der zahlreich in Bulgarien, als Flüchtlingen und Immigranten aufgenommenen, lebende makedonische Bulgaren zu kontrollieren.
Durch seine Stellung in der OMAK war Iwan Zontschew der maßgebende Organisator und Anführer eines Aufstandes, der 1903 in Makedonien, der Region von Gorna Dschumaja ausbrach. Während des Aufstandes überquerte General Zontschew die bulgarisch-osmanische Grenze mit einer 80 starken Mann Tscheta und nahm an allen großen Kampfhandlungen teil. Bei einem Gefecht nahe dem Dorf Bistriza wurde er schwer verwundet. Die Führung seiner Tscheta und des Aufstandes übernahm Aleksandar Protogerow (ebenfalls Offizier der bulgarischen Armee), während Zontschew über die Grenze nach Sofia gebracht wurde.

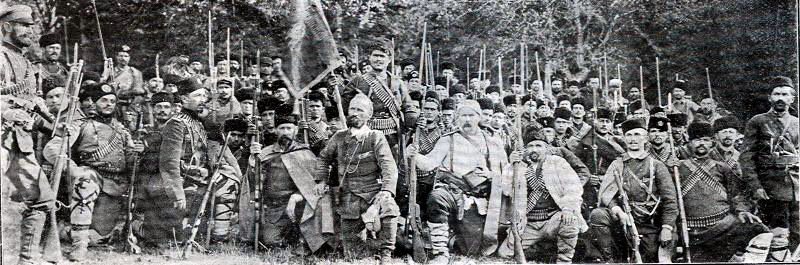
General Zontschew mit einer seiner Tschetas

Ein Jahr später, 1903, nahm Zontschew am Ilinden-Preobraschenie-Aufstand (vorbereitet und durchgeführt von der BMARK) in Makedonien mit einer Tscheta teil und beteiligte sich an mehreren Gefechtshandlungen mit dem osmanischen Militär. Nach der Unterdrückung des Aufstandes reiste Zontschew nach Westeuropa, um über die brutale Niederschlagung des Aufstandes zu berichten und um für eine Autonomie Makedoniens innerhalb des osmanischen Reiches zu werben.
In den Jahren nach seiner Rückkehr nach Sofia führten die Auseinandersetzungen zwischen dem OMAK und der BMARK erneut zu bewaffneten Auseinandersetzungen. 1905 nahm er jedoch das Angebot der BMARK zur Vereinigung beider Organisationen an. In der Folge wechselten einige der Mitglieder der OMAK zur BMARK, General Zontschew zog sich jedoch wegen gesundheitlicher Probleme von der aktive Tätigkeit zurück.
Generalmajor Iwan Zontschew verstarb am 16. Dezember 1910 in Sofia.